# Magdalena Lobnig
Magdalena Lobnig (St. Veit an der Glan, 19 luglio 1990) è una canottiera austriaca, vincitrice di una medaglia di bronzo ai Giochi Olimpici di Tokyo, due medaglie mondiali, quattro medaglie europee e due medaglie ai campionati mondiali ci canottaggio costiero..

## Biografia

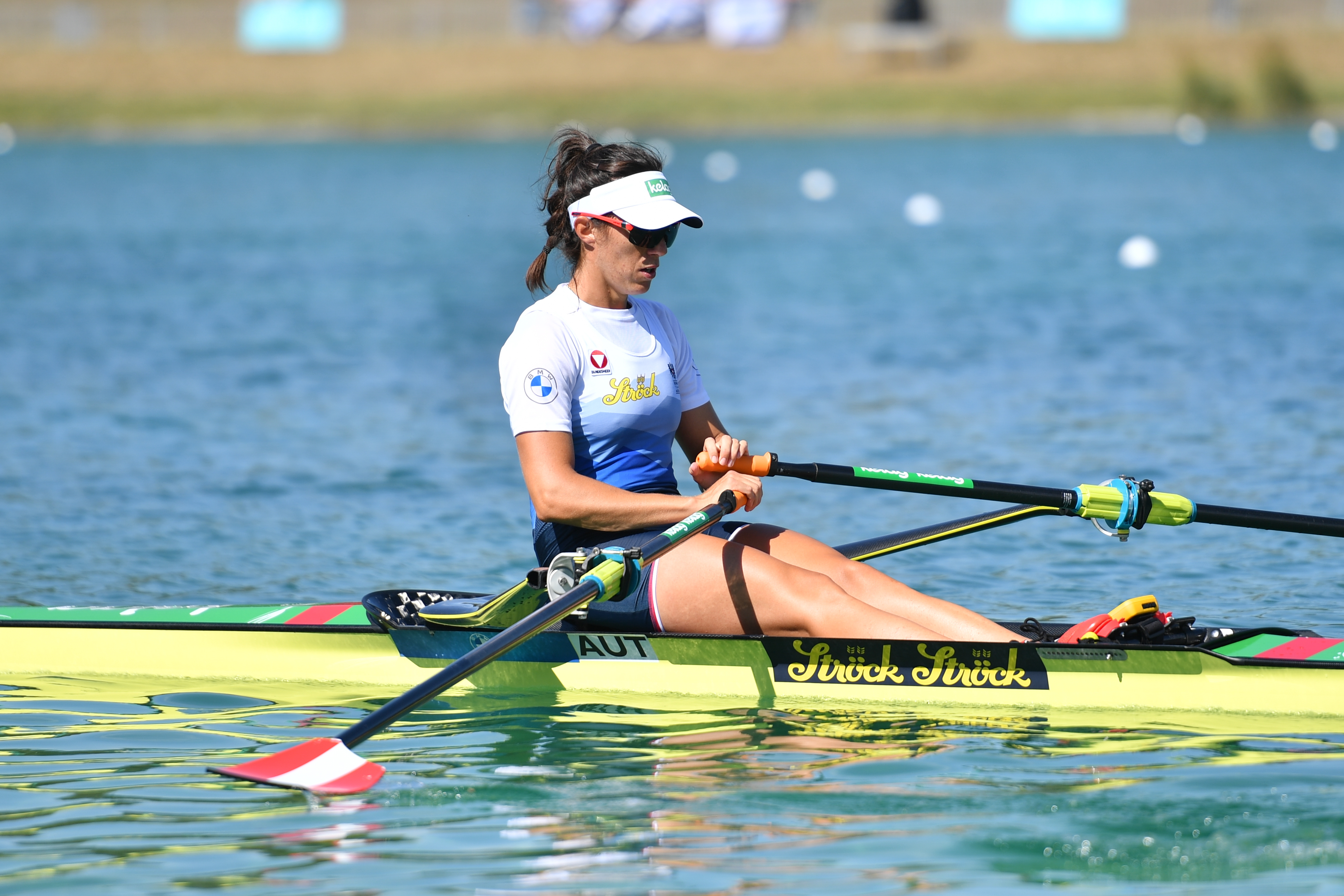
Lobnig ai Campionati europei del 2022

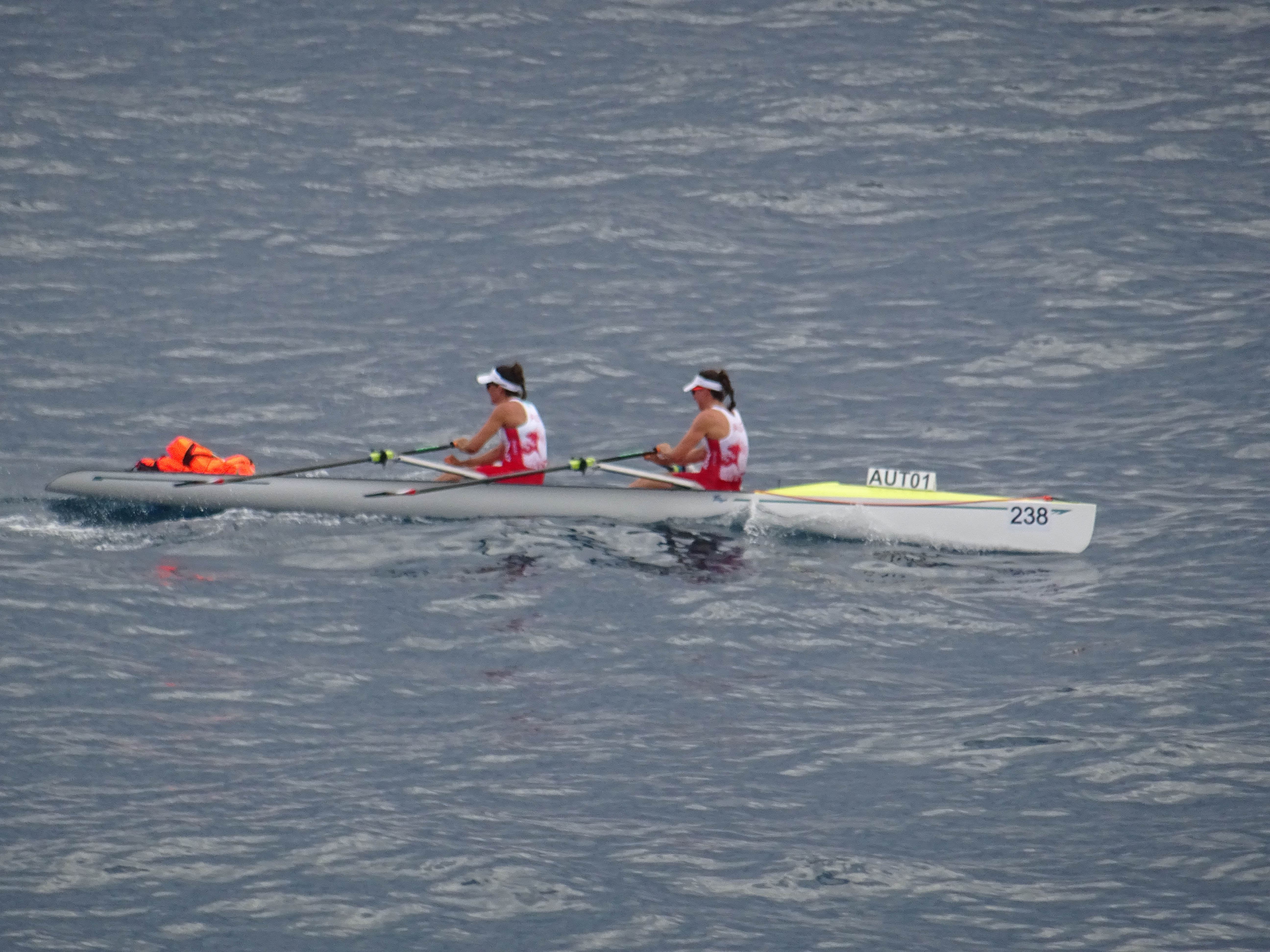
Magdalena e Katharina Lobnig ai Campionati mondiali di Coastal Rowing del 2024

Magdalena Lobnig è nata a St. Veit an der Glan, in Carinzia, il 19 luglio 1990. Ha una sorella maggiore, Katharina, anche lei atleta di canottaggio.

Ha iniziato a gareggiare a livello juniores nel 2006, vincendo la medaglia di bronzo nel quattro di coppia ai Campionati mondiali juniores di Amsterdam, mentre due anni dopo ai campionati juniores di Ottensheim ha conquistato l'argento nel due di coppia. Nel 2008 ha partecipato anche ai Campionati europei di canottaggio, concludendo al quinto posto la gara del quattro di coppia.
Nel 2011 ha vinto la medaglia di bronzo ai Campionati mondiali U23 nel due di coppia insieme a Lisa Farthofer, mentre ai Campionati mondiali U23 del 2012 la coppia Lobnig-Farthofer ha conquistato la medaglia d'oro nella stessa specialità.
Nel 2013 ai Campionati europei di Siviglia ha vinto la sua prima medaglia europea di livello senior, arrivando seconda nella gara del singolo femminile alle spalle della ceca Miroslava Knapková. Nello stesso anno ha partecipato anche ai Campionati del mondo in Corea del Sud, concludendo al quarto posto la finale A nel singolo.
Nel 2016 ha vinto la medaglia d'oro nel singolo ai Campionati europei di Brandeburgo e si è qualificata per i Giochi olimpici di Rio de Janeiro, dove ha concluso al sesto posto la gara del singolo femminile.
A settembre 2017 ai Campionati del mondo tenutisi a Sarasota, negli Stati Uniti, ha vinto la medaglia di bronzo nel singolo dietro alla svizzera Jeannine Gmelin e alla britannica Victoria Thornley. L'anno successivo ha conquistato sia una medaglia europea che una mondiale, arrivando rispettivamente seconda e terza ai Campionati europei di canottaggio 2018 e ai Campionati del mondo di canottaggio 2018, sempre nella specialità del singolo femminile.
Nel 2019 ha vinto la medaglia d'argento nel singolo ai campionati europei, mentre i Campionati del mondo sono stati annullati a causa della pandemia di covid19.
Nel 2020 ha partecipato per la seconda volta ai Giochi olimpici, conquistando la medaglia di bronzo nel singolo femminile dietro alla neozelandese Emma Twigg e alla rappresentante del Comitato olimpico russo Anna Prakaten.
Nel 2021 e nel 2022 non è riuscita a salire sul podio ai Campionati europei e mondiali, e nel 2023 ha deciso di cimentarsi nel canottaggio costiero. Ai Campionati mondiali di Coastal Rowing di Barletta ha vinto la medaglia d'argento nel due di coppia insieme alla sorella Katharina Lobnig.
Nel 2024 a Parigi ha partecipato per la terza volta ai Giochi olimpici nella specialità del singolo, ma non è riuscita a qualificarsi per la finale maggiore e ha concluso la gara al decimo posto complessivo.
A settembre 2024 ha nuovamente preso parte insieme alla sorella Katharina ai Campionati mondiali di Coastal Rowing che si sono tenuti a Genova, vincendo la medaglia d'oro nel due di coppia. Nella stessa occasioni ha vinto anche la medaglia d'oro nel singolo femminile delle Beach Sprint Finals davanti alla britannica Clare Jamison e alla neozelandese Emma Twigg.

## Palmarès
- Giochi olimpici

Tokyo 2020: bronzo nel singolo femminile;
- Mondiali

Sarasota 2017: bronzo nel singolo femminile;
Plovdiv 2018: bronzo nel singolo femminile;
- Europei

Siviglia 2013: argento nel singolo femminile;
Brandeburgo 2016: oro nel singolo femminile;
Glasgow 2018: argento nel singolo femminile;
Poznań 2020: argento nel singolo femminile;
- Campionati mondiali di Coastal Rowing

Barletta 2023 : argento nel due di coppia;
Genova 2024 : oro nel due di coppia; oro del singolo femminile delle Beach Sprint Finals
- Campionati mondiali U23

Amsterdam 2011: bronzo nel due di coppia;
Trakai 2012: oro nel due di coppia;